# Michel Cougé
Michel Cougé (* 11. Juni 1954 in Gorron) ist ein ehemaliger französischer Fußballspieler.

## Karriere
Der gelernte Landwirt Cougé wuchs nahe Laval auf und wurde 1972 mit 18 Jahren in den Kader des Zweitligisten Stade Laval aufgenommen. Zwar erreichte er in seiner ersten Saison sein Zweitligadebüt, kam über dieses jedoch nicht hinaus. In den nachfolgenden Spielzeiten wurde er hingegen regelmäßiger eingesetzt. Das Magazin France Football beschrieb ihn im März 1975 als einen Spieler mit großem Potenzial, der noch an seiner Spielweise arbeiten müsse. Im Sommer desselben Jahres wurde er an den Ligakonkurrenten Stade Rennes verliehen, mit dem er um den Aufstieg spielte. Am Ende der Saison 1975/76 schaffte er als Zweitligameister mit Rennes den Sprung in die erste Liga, der Laval ebenfalls gelang. 
Nach dem Aufstieg wurde der damals 22-jährige Spieler im Sommer 1976 für die Olympischen Spiele berücksichtigt, wobei er einer Auswahl mit Spielern wie Michel Platini angehörte. Im Verlauf des Turniers wurde er einzig im Viertelfinale eingesetzt, das aufgrund einer 0:4-Niederlage gegen die späteren Turniersieger aus der DDR zugleich das Ausscheiden bedeutete. Da der Fußballer in der 66. Minute eingewechselt wurde, beschränkte sich seine internationale Erfahrung auf rund 25 Minuten.
Im Anschluss an die olympischen Spiele kehrte Cougé nach Laval zurück und gab wenig später bei einer 1:3-Niederlage gegen den SC Bastia sein Debüt in der höchsten französischen Spielklasse. Der Spieler konnte mit seiner Mannschaft in den folgenden Spielzeiten die Klasse halten und sicherte sich von 1977 an zudem einen Stammplatz im Team. Der stetige Aufwärtstrend fand jedoch sein Ende, als Cougé 1980 eine schwere Knieverletzung erlitt. Sie veranlasste ihn dazu, am Ende der Spielzeit 1979/80 mit 26 Jahren nach 107 Erstligapartien und vier -toren sowie 54 Zweitligapartien und neun -toren sein Karriereende zu verkünden. 
Nach der Beendigung seiner aktiven Laufbahn baute er in seinem Heimatort Gorron ein Gestüt auf, widmete sich aber unter anderem als Berater seines Ex-Klubs Laval auch weiterhin dem Fußball. Des Weiteren unternahm er mehrere Reisen nach Afrika. Bei einer seiner Reisen wurde er im Senegal verhaftet und musste sich in Dakar vor Gericht verantworten. Ihm wurden Pädophilie, die Vergewaltigung eines Kindes, die Anwendung von Gewalt und weitere Vergehen vorgeworfen. Der Schuldspruch im August 2010 nahm allerdings ausschließlich Bezug auf die Pädophilie. Deswegen sahen die Richter von der möglichen Höchststrafe in Form von zehn Jahren Haft ab und verurteilten Cougé zu drei Jahren Gefängnis. Der Darstellung des ehemaligen Profis nach war das mutmaßliche Opfer jedoch bereits volljährig.